# Campo Nuevo Uno
Campo Nuevo Uno är en ort i Mexiko.   Den ligger i kommunen Eloxochitlán och delstaten Puebla, i den sydöstra delen av landet, 250 km öster om huvudstaden Mexico City. Campo Nuevo Uno ligger 1 236 meter över havet och antalet invånare är 265.
Terrängen runt Campo Nuevo Uno är kuperad norrut, men söderut är den bergig. Terrängen runt Campo Nuevo Uno sluttar österut. Runt Campo Nuevo Uno är det ganska tätbefolkat, med 100 invånare per kvadratkilometer. Närmaste större samhälle är Chiapa, 1,3 km sydväst om Campo Nuevo Uno. I omgivningarna runt Campo Nuevo Uno växer huvudsakligen savannskog.